# Markus Köhle

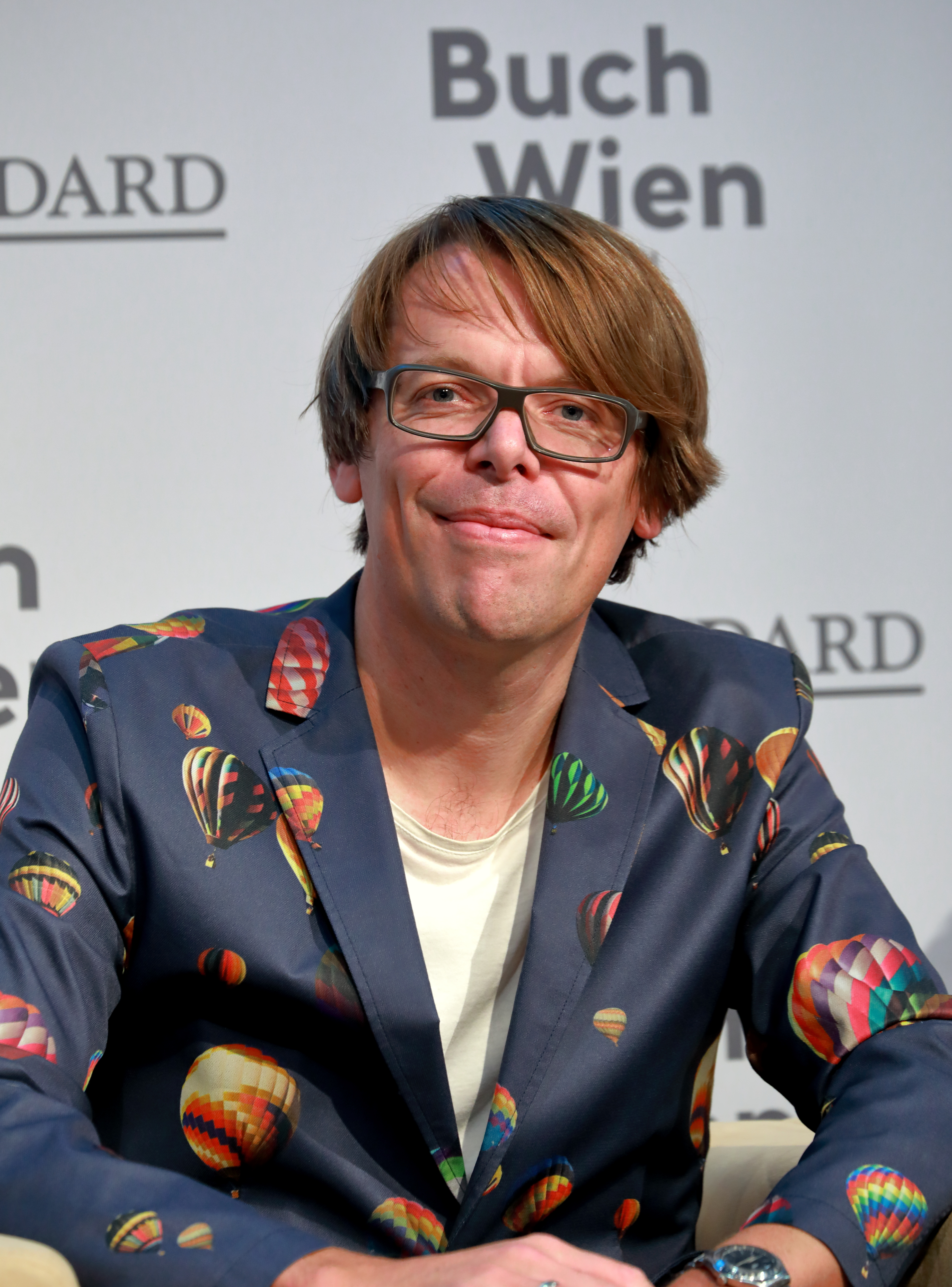
Markus Köhle auf der Buch Wien 2022

Markus Köhle (* 1975 in Nassereith, Österreich) ist ein österreichischer Autor.

## Leben
Markus Köhle studierte in Innsbruck und Rom Germanistik und Romanistik. Er unterrichtete in Tunis Deutsch als Fremdsprache, ist Moderator und Organisator des Bäckerei Poetry Slams (vormals Bierstindl Poetry Slam) in Innsbruck und war Projektassistent an der Universität Innsbruck.
Köhle bildet gemeinsam mit Jörg Zemmler das musikalisch-literarische Duo Abendroth. Poetry-Slam-Routinier ist Performance eine wesentliche Komponente im Auftrittskontext. Köhle moderiert und organisiert neben dem monatlichen Bäckerei Poetry Slam in Innsbruck (wo er auch mit u. a. Martin Fritz den Verein SPoT - Slam Poetry Tirol sowie zahlreiche weitere Poetry Slams in ganz Tirol mitbegründete) auch den Textstrom Poetry Slam in Wien und war gemeinsam mit Doris Mitterbacher alias Mieze Medusa und Nadja Bucher Teil der Wiener Lesebühne Dogma Chronik Arschtritt. 2007 rief Köhle den sogenannten Ö-Slam – die österreichischen Meister*innenschaften im Poetry Slam mit ins Leben und war im Organisationsteam des Ö-Slam 2015 in Innsbruck. Köhle war Mitarbeiter des internationalen Literaturfestivals Sprachsalz in Hall und kuratierte die Veranstaltungsreihe Slammer.Dichter.Weiter. in der Alten Schmiede in Wien, wo er weiterhin als freier Mitarbeiter Veranstaltungen moderiert unter dem Titel Retrogranden aufgefrischt. Unter dem Titel Poetry Slam meets Orchester finden moderiert von Köhle regelmäßig im Innsbrucker Haus der Musik Veranstaltungen statt, in deren Rahmen ein Symphonieorchester auf Poetry Slam trifft.
Köhle ist Teil der Lesebühne Sinn & Seife, war Kolumnist der Innsbrucker Straßenzeitung 20er (Briefe aus Wien, bis 2020) und ist seit 2010 Mitredakteur der Literaturzeitschrift DUM. Im Herbst 2017 war er StaTTschreiber in Wels. Köhle arbeitet auch häufig mit anderen Künstlerinnen und Künstlern, so veröffentlichte er etwa gemeinsam mit dem Autor und Literaturwissenschafter Peter Clar die Reihe Korrespondenzpoesie und mit der Fotografin Claudia Rohrauer den Band _rohr_köhl_auer. Köhle verfasste Kinderlyrik für die österreichische Zeitschrift LUX.

## Preise und Stipendien
- 2008/2009: Staatsstipendium für Literatur[18]

- 2009: Förderpreis für Literatur der Stadt Innsbruck[18]

- 2016: Mira-Lobe-Stipendium

- 2018: Otto-Grünmandl-Literaturpreis des Landes Tirol[2]
- 2024: Hilde-Zach-Literaturstipendium[19]

## Publikationen

### Als Autor
- Pumpernickel. Erzählungen. Skarabaeus, 2003, ISBN 3-7082-3125-2.
- Couscous à la Beuschl. Episodenroman. Kyrene, Innsbruck 2004, ISBN 3-900009-02-3.
- Letternletscho. Ein Stabreim-Abcetera. Sisyphus, 2004, ISBN 3-901960-23-6,
- Brahmskoller. Mit Textvorhängen. edition ch, Wien 2005, ISBN 3-901015-29-9.
- mit Mieze Medusa: Sprechknoten. Spoken Word, Performance und Slam Poetry. Sisyphus, 2007.
- Riesenradschlag. Fünfundzwanzig Briefe aus Wien. edition 20er, 2007.
- mit Mieze Medusa: Doppelter Textpresso. Milena, Wien 2009, ISBN 978-3-85286-182-1.
- Bruchharsch. Skarabaeus, Innsbruck u. a. 2009, ISBN 978-3-7082-3259-1.
- Dorfdefektmutanten. Ein Heimatroman. Milena, Wien 2010, ISBN 978-3-85286-186-9.
- Hanno brennt. Milena, 2012, ISBN 978-3-85286-219-4.
- mit Mieze Medusa: Ping Pong Poetry. Milena, Wien 2013.
- mit Sabine Freitag: Kuhu, Löwels, Mangoldhamster. Milena, Wien 2015, ISBN 978-3-85449-439-3.
- mit Mieze Medusa: Alles außer grau. Milena, Wien 2016, ISBN 978-3-902950-77-2.
- Jammern auf hohem Niveau. Ein Barhocker-Oratorium. Sonderzahl, Wien 2017, ISBN 978-3-85449-484-3.
- Ganz schön frech. 52 Gedichte für die ganze Familie. Sonderzahl, Wien 2019, ISBN 978-3-903081-43-7.
- mit Claudia Rohrauer: _rohr_köhl_auer. Sonderzahl, Wien, 2019, ISBN 978-3-85449-525-3.
- Zurück in die Herkunft. Ein Nabelschaulauf zu den Textquellen. Sonderzahl, Wien 2021, ISBN 978-3-85449-572-7.
- mit Peter Clar: Schneller, höher und so weiter. Sonderzahl, Wien 2023, ISBN 978-3-85449-617-5.
- Das Dorf ist wie das Internet, es vergisst nichts, Roman, Sonderzahl, Wien, 2023, ISBN 978-3-85449-617-5.
- Land der Zäune, Roman, Sonderzahl, Wien, 2025, ISBN 978-3-85449-673-1.

### Als Herausgeber
- mit Diana Köhle: ö-slam. Aramo, 2008.
- mit Ruth Esterhammer und Fritz Gaigg: Handbuch österreichischer und Südtiroler Literaturzeitschriften 1970–2004. Studienverlag, Innsbruck/Wien/Bozen 2008, ISBN 978-3-7065-4608-9.
- mit Vanessa Wieser: Heiraten schön trinken. Milena, Wien 2013, ISBN 978-3-85286-239-2,
- mit Mieze Medusa: Mundpropaganda. Slam Poetry erobert die Welt. Milena, Wien 2011, ISBN 978-3-85286-204-0.
- mit Vanessa Wieser: Radfahren schön tinken. 23 Geschichten rund um den Drahtesel. Milena, Wien 2014, ISBN 978-3-902950-03-1.
- mit Mieze Medusa: Slam Oida. 15 Jahre Poetry Slam in Österreich. Lektora, Paderborn 2017, ISBN 978-3-95461-098-3.

### Über Markus Köhle
- Mieze Medusa und Markus Köhle. 100 Jahre Poetry Slam und mehr. Hg. von Peter Clar, Martin Fritz und Yasmin Hafedh und Peter Clar. Wien, Sonderzahl 2025